# Rögle BK
Rögle BK (RBK) (uttal ['rø:gle]), Rögle Bandyklubb, är en ishockeyklubb som spelar i Svenska Hockeyligan. Den 1 mars 2022 vann de Champions Hockey League (CHL). Klubben är ursprungligen en bandyklubb från den lilla byn Rögle utanför Ängelholm i Sverige. Klubben har i flera omgångar spelat i Sveriges högsta division i ishockey, SHL (tidigare Elitserien). Klubben har även flera gånger deltagit i Kvalserien mellan Sveriges två högsta divisioner. Föreningen spelar från och med säsongen 2015/2016 i SHL.

## Historik
År 1921 började man spela bandy ute på dammarna i byn Rögle, och Rögle BK:s första styrelse valdes den 18 december 1932. Klubben blev skånska mästare i bandy 1948, men 1950 började man spela ishockey. Rögle BK spelade sin allra första match i ishockey mot Fagerhults IS. Klubben förlorade matchen med 2–4. Debutsäsongen 1950/1951 spelades hemmamatcherna i byn Rögle mellan Ängelholm och Helsingborg.
Rögle BK blev sju år senare skånska mästare i ishockey efter finalseger mot Malmö FF, blivande Malmö IF och nuvarande Malmö Redhawks. Laget kvalificerade sig för att spela i Division I 1966/1967 men degraderades när säsongen 1968/1969 var färdigspelad. Efter att i många år ha varit ett topplag i Division 1 lyckades Rögle BK ta sig till Elitserien via Allsvenskan 1992. I Elitserien spelade laget sedan fram till säsongen 1995/1996 innan man degraderades. Efter tolv år utanför högsta divisionen lyckades Rögle BK kvalificera sig för Elitserien 2008/2009 efter att på hemmaplan ha besegrat Mora IK med 3–2 den 10 april 2008, medan Leksands IF slagit Malmö Redhawks i direkt avgörande matcher om vilka som skulle ta sig upp till Elitserien. Denna sejour i högsta divisionen avslutades dock den 11 april 2010 när Rögle BK misslyckades med sitt kvalseriespel till förmån för AIK.
Rögle BK säkrade på nytt en plats i Elitserien till säsongen 2012/2013 när man slutade 2:a i Kvalserien våren 2012. Avgörandet kom mot Örebro HK i Behrn Arena 3 april. Denna sejour i högsta divisionen blev ettårig; Rögle BK slutade på 12:e och sista plats i Elitserien och efter ett misslyckat kvalspel degraderades man till förmån för Örebro HK.
Inför säsongen 2014/2015 tillkännagavs det att SHL skulle utökas från 12 till 14 lag. Detta ökade möjligheterna för lagen i Hockeyallsvenskan att ta sig uppåt i seriesystemet. I och med detta genomfördes en hel del förändringar inför säsongen. Den traditionella Kvalserien slopades och ersattes av matchserier där vinnarna gick till SHL. Rögle BK slutade fyra i grundserien och vann den efterföljande slutspelsserien genom fem segrar på fem matcher. Detta resulterade i att Rögle BK skulle möta förloraren av den hockeyallsvenska finalen, Västerås IK, i en direkt avgörande matchserie om en SHL plats. Matchserien spelades i bäst av sju där Rögle BK avancerade till SHL den 29 mars 2015 efter 4–1 i matcher.
Rögle BK har fostrat de två spelare som gjort flest landskamper i Tre Kronor: Jörgen Jönsson och Jonas Bergqvist.
Rögle BK spelade sin första finalserie i SHL någonsin efter att ha besegrat Skellefteå AIK i semifinal med 3–2 i matcher. Finalmatcherna spelades mot Växjö Lakers HC. Finalserien slutade i förlust med 1–4 i matcher för Rögle BK som avslutade säsongen 2020/2021 med ett SM-silver.
Säsongen 2021–2022 vann klubben Champions Hockey League genom att besegra Tappara från Finland med 2–1 vid finalmatchen i Ängelholm den 1 mars 2022.
Den 14 december 2022 meddelade klubben sina planer på att starta damlag inför säsongen 2023–2024, och börja med att spela i NDHL.
I SHL säsongen 2023-2024 vann Rögle BK med 2–0 i matcher mot Timrå IK i åttondelsfinal och går vidare till kvartsfinal där man besegrade Färjestad BK med 4–0. Detta upprepades i semifinalen där man vann 4–0 mot Växjö Lakers HC. Rögle BK hade därmed 10 vinster på rad innan laget klev in i final och skrev historia genom att vara det lägst placerade laget som spelat i finalen. Finalen slutade i förlust med 1–4 mot Skellefteå AIK och Rögle BK avslutade därmed säsongen med ett SM-silver.

## Säsonger
Efter en storsatsning av Gösta "Pollenkungen" Carlsson gick Rögle rakt igenom Division II säsongen 1965/66 och fick en plats i högsta serien säsongen därpå. Sejouren varade 3 säsongen innan man degraderades till Division II igen.
| Säsong                                       | Division            | Placering | Playoff/Kval                  |
| -------------------------------------------- | ------------------- | --------- | ----------------------------- |
| 1965/1966                                    | Division II Södra B | 1         | 1:a i kvalserien, uppflyttade |
| 1966/1967                                    | Division I Södra    | 5         |                               |
| 1967/1968                                    | Division I Södra    | 5         |                               |
| 1968/1969                                    | Division I Södra    | 8         | nerflyttade                   |
| 1969/1970                                    | Division II Södra B | 3         |                               |
| 1970/1971                                    | Division II Södra B | 9         | nerflyttade                   |
| Säsongen 1971/72 spelade man i Division III. |                     |           |                               |
| 1972/1973                                    | Division II Södra B | 2         |                               |
| 1973/1974                                    | Division II Södra B | 5         |                               |
| 1974/1975                                    | Division II Södra B | 9         | nerflyttade                   |

Vid serieomläggningen 1975 flyttades laget till Division II som då var tredjedivisionen. 1982 hade man återigen kvalificerat sig för spel i andradivisionen som nu hette Division I. Där blev man snart ett topplag som deltog i Allsvenskan och playoffspel varje säsong innan föreningen 1992 återigen kvalificerade sig för högsta serien, Elitserien. Denna sejour i högsta serien varade till och med säsongen 1995/1996 då man degraderades. 
| Säsong    | Division         | Placering | Vårserie                  | Playoff/Kval                                                                 |
| --------- | ---------------- | --------- | ------------------------- | ---------------------------------------------------------------------------- |
| 1982/1983 | Division I Södra | 6         | 4:a i fortsättningsserien |                                                                              |
| 1983/1984 | Division I Södra | 3         | 1:a i fortsättningsserien | Playoff: Utslagna av Mariestad                                               |
| 1984/1985 | Division I Södra | 5         | 2:a i fortsättningsserien | Playoff: Utslagna av Huddinge                                                |
| 1985/1986 | Division I Södra | 3         | 1:a i fortsättningsserien | Playoff: Besegrar Sundsvall, utslagna av Hammarby                            |
| 1986/1987 | Division I Södra | 2         | 5:a i Allsvenskan         | Playoff: Utslagna av Huddinge                                                |
| 1987/1988 | Division I Södra | 2         | 3:a i Allsvenskan         | Playoff: Utslagna av Väsby                                                   |
| 1988/1989 | Division I Södra | 2         | 3:a i Allsvenskan         | Playoff: Utslagna av Örebro                                                  |
| 1989/1990 | Division I Södra | 2         | 6:a i Allsvenskan         | Playoff: Besegrar Hammarby, utslagna av Huddinge                             |
| 1990/1991 | Division I Södra | 3         | 1:a i fortsättningsserien | Playoff: Besegrar Arvika, Mora och Vita Hästen 3:a i Kvalserien              |
| 1991/1992 | Division I Södra | 1         | 1:a i Allsvenskan         | Allsvenska finalen: Besegrar Leksand, uppflyttade                            |
| 1992/1993 | Elitserien       | 10        |                           |                                                                              |
| 1993/1994 | Elitserien       | 6         |                           | SM: Utslagna av Malmö                                                        |
| 1994/1995 | Elitserien       | 12        | 1:a i Allsvenskan         | 1:a i Kvalserien                                                             |
| 1995/1996 | Elitserien       | 11        |                           | 3:a i Kvalserien, nerflyttade                                                |
| 1996/1997 | Division I Södra | 9         | 7:a i fortsättningsserien | 1:a i Kvalserien till Division I                                             |
| 1997/1998 | Division I Södra | 3         | 1:a i fortsättningsserien | Playoff: Besegrar Uppsala; utslagna av Mora                                  |
| 1998/1999 | Division I Södra | 3         | 1:a i fortsättningsserien | Playoff: Besegrar Tranås; utslagna av Mora kvalificerade för nya Allsvenskan |

Strax före millennieskiftet genomfördes en ny serieomläggning där Allsvenskan grundades. Rögle etablerade sig återigen som ett topplag i andraligan och deltog i flera kvalserier till Elitserien. Sedan säsongen 2015/2016 återfinns föreningen i högsta serien. Rögle BK:s hittills största framgång är ett SM-silver i finalserien mot Växjö Lakers våren 2021.
| Säsong    | Division            | Placering | Slutspel/Vårserie                              | Playoff/Kval                                     |
| --------- | ------------------- | --------- | ---------------------------------------------- | ------------------------------------------------ |
| 1999/2000 | Allsvenskan södra   | 1         | 4:a i Superallsvenskan                         | Playoff: Besegrar Skellefteå                     |
| 2000/2001 | Allsvenskan södra   | 3         | 8:a i Superallsvenskan                         |                                                  |
| 2001/2002 | Allsvenskan södra   | 2         | 7:a i Superallsvenskan                         |                                                  |
| 2002/2003 | Allsvenskan södra   | 1         | 2:a i Superallsvenskan                         | 6:a i Kvalserien                                 |
| 2003/2004 | Allsvenskan södra   | 6         | 3:a i vårserien                                |                                                  |
| 2004/2005 | Allsvenskan södra   | 1         | 4:a i Superallsvenskan                         | Playoff: Besegrar Utslagna av Västerås           |
| 2005/2006 | Hockeyallsvenskan   | 4         |                                                | 4:a i Kvalserien                                 |
| 2006/2007 | Hockeyallsvenskan   | 2         |                                                | 6:a i Kvalserien                                 |
| 2007/2008 | Hockeyallsvenskan   | 3         |                                                | 2:a i Kvalserien, uppflyttade                    |
| 2008/2009 | Elitserien          | 11        |                                                | 2:a i Kvalserien                                 |
| 2009/2010 | Elitserien          | 12        |                                                | 3:a i Kvalserien, nerflyttade                    |
| 2010/2011 | Hockeyallsvenskan   | 2         |                                                | 4:a i Kvalserien                                 |
| 2011/2012 | Hockeyallsvenskan   | 5         | 1:a i förkvalsserien                           | 2:a i Kvalserien, uppflyttade                    |
| 2012/2013 | Elitserien          | 12        |                                                | 5:a i Kvalserien, nerflyttade                    |
| 2013/2014 | Hockeyallsvenskan   | 7         | 1:a i Playoffserien                            | 3:a i Kvalserien                                 |
| 2014/2015 | Hockeyallsvenskan   | 4         | 1:a i Slutspelsserien                          | Direktkval: Besegrar Västerås, uppflyttade       |
| 2015/2016 | Svenska Hockeyligan | 11        |                                                |                                                  |
| 2016/2017 | Svenska Hockeyligan | 13        |                                                | Direktkval: Besegrar Karlskoga                   |
| 2017/2018 | Svenska Hockeyligan | 11        |                                                |                                                  |
| 2018/2019 | Svenska Hockeyligan | 9         | SM: Utslagna av HV71                           |                                                  |
| 2019/2020 | Svenska Hockeyligan | 3         |                                                | Slutspel inställt                                |
| 2020/2021 | Svenska Hockeyligan | 2         | SM: Besegrar Frölunda och Skellefteå           | SM-final: Förlorar mot Växjö Lakers, SM-silver   |
| 2021/2022 | Svenska Hockeyligan | 1         | SM: Besegrar Oskarshamn, utslagna av Färjestad |                                                  |
| 2022/2023 | Svenska Hockeyligan | 9         | SM: Besegrar Leksand, utslagna av Skellefteå   |                                                  |
| 2023/2024 | Svenska Hockeyligan | 9         | SM: Besegrar Timrå, Färjestad och Växjö        | SM-final: Förlorar mot Skellefteå AIK, SM-silver |
| 2024/2025 | Svenska Hockeyligan | 7         | SM: Utslagna av Malmö                          |                                                  |

## Kända Rögle-spelare

### "Tröjor i taket"
- Nr 1 – Kenth "Swiss" Svensson
- Nr 9 – Lennart Åkesson
- Nr 11- Mattias "Sjöa" Sjögren
- Nr 13 – Roger Elvenes
- Nr 19 – Kenny Jönsson
- Nr 25 – Stefan "Stass" Elvenes
- Nr 26 – Jakob Johansson

### Övriga
- Des Moroney
- Ulf Sterner
- Tom Haugh
- Björn Elvenes
- Håkan Nygren
- Mats Ulander
- Tommy Själin
- Kari Eloranta
- Jim Brithén
- Dave Poulin
- Conny Silfverberg
- Kari Suoraniemi
- Arto Ruotanen
- Kenneth Johansson
- Jonas Bergkvist
- Igor Stelnov
- Michael Hjälm
- Mats Lööv
- Heinz Ehlers
- Tomas Srsen
- Roger Hansson
- Jens Nielsen
- Pelle Svensson
- Brett Harkins
- Jörgen Jönsson
- Michael Nylander
- Daniel Glimmenvall
- Andreas Lilja
- Niklas Karmhag
- Peter Högardh
- Mikael Gath
- Daniel Tjärnqvist
- Byron Ritchie
- Kristoffer Starck
- Mathias Tjärnqvist
- Fredrik Warg
- Morten Green
- Henrik Lundqvist
- Joel Lundqvist
- Jonas Nordquist
- Pär Arlbrandt
- Patrik Zackrisson
- Cam Abbott
- Chris Abbott
- Andree Brendheden
- Nils Höglander
- Taylor Matson

### Fotnoter
1. ↑  ”Rögle BK arenor”. Rögle BK. https://www.roglebk.se/lag/ee93-ee93uy4oW__rogle-bk/venue. Läst 30 april 2021.
2. ↑  ”Trupp”. SHL. https://www.roglebk.se/article/l9das5j-3k501/view. Läst 13 december 2023.
3. ↑  ”Vår historia del 2”. Rögle BK. http://www.roglebk.se/klubben/var-historia/50-talet-hockeypionjarerna. Läst 16 april 2021.
4. ↑  ”RÖGLE I ELITSERIEN!”. HD. https://www.hd.se/2008-04-10/rogle-i-elitserien. Läst 16 april 2021.
5. ↑  Scherman 019-15 50 08, Fredrik (3 april 2012). ”NA-tv: Örebro föll - Rögle firade”. na.se. https://www.na.se/artikel/na-tv-orebro-foll-rogle-firade. Läst 16 april 2021.
6. ↑  Krönika: ”Vi kom, vi sågs, vi åkte ut” svenskafans.com 2013-03-26
7. ↑  ”Rögle klart för SHL”. Aftonbladet. https://www.aftonbladet.se/a/G16vpl. Läst 16 april 2021.
8. ↑  ”JUST NU: Rögle klart för historisk SM-final”. Expressen. https://www.expressen.se/kvallsposten/sport/hockey/shl/just-nu-rogle-klart-for-historisk-sm-final/. Läst 29 april 2021.
9. ↑  ”Växjö Lakers tar SM-guld år 2021”. Aftonbladet. https://www.aftonbladet.se/a/gWoAk9. Läst 10 maj 2021.
10. ↑  Gustav Tägtström (1 mars 2022). ”Rögle CHL-mästare” (på svenska). SVT Sport. https://www.svt.se/sport/ishockey/rogle-9. Läst 1 mars 2022.
11. ↑  ”Rögle startar damlag” (på svenska). SVT Sport. 14 december 2022. https://www.svt.se/sport/ishockey/rogle-startar-damlag-siktar-pa-sdhl. Läst 17 december 2022.
12. ↑  Jennifer EngströmMattias Nilsson (11 april 2024). ”Nya jätteknallen – mästarna utslagna”. Expressen. https://www.expressen.se/sport/hockey/shl/rogle-ar-klart-for-sm-final-slar-ut-regerande-mastarna-vaxjo/. Läst 30 april 2024.
13. ↑  ”Skellefteå är Svenska Mästare 2023/24!”. www.shl.se. https://www.shl.se/article/d04ascp-403dd/view. Läst 30 april 2024.
14. 1 2 3  ”Rögle BK”. Elite Prospects. https://www.eliteprospects.com/team/32/rogle-bk?team-history=complete#team-history. Läst 2 oktober 2021.